# 帶狗的女人
《帶狗的女人》，或譯《帶小狗的女人》（俄語：Дама с собачкой ，英文：The Lady with the Dog），為俄國文學家契訶夫的短篇小說作品之一，於1899年發表，在1960年時由蘇聯改編成電影，並於1963年入圍英國電影學院獎。

## 故事內容
內容描述一對已婚男女不為人知的外遇愛情故事，全篇可分為四個部份：
- 「第一部分」— 在雅爾達，男主角古羅夫（Gurov）注意到帶狗的女人安娜（Anna），想和她來段閃電戀情。並描寫古羅夫的背景，已婚，育有一女二子，對妻子沒有好感，有著無數的出軌戀愛史；輕視女性稱之為低等種族，但私下認知到與男性相處比較起來，自己和女性相處時較輕鬆，無法一天沒有女人。在逗弄狗時與安娜相識，兩人相談甚歡。
- 「第二部分」— 安娜等待丈夫前來雅爾達期間，古羅夫與安娜的感情與日俱增。安娜不喜歡她的丈夫，當初結婚只因好奇與期望過更好的生活。安娜年輕單純初次出軌，對這段感情患得患失，同時也對外遇一事感到羞愧；古羅夫卻是艷遇經驗豐富，老神在在。在安娜眼中古羅夫迷人有熱情，但古羅夫內心其實帶著譏笑與粗魯傲慢，在安娜面前未展現真實自我。最後，終於到了分手時刻…
- 「第三部分」— 古羅夫回到莫斯科，以為很快就能忘了安娜，但距離分手已一個月，他仍對安娜念念不忘。於是他在聖誕節打包行李，對老婆編了個理由就去找安娜。在安娜家外看到她，原以為安娜已經忘了他，直到在電影院相見時，才發現兩個人都一直彼此掛念，而安娜向古羅夫保證她會去莫斯科找他…
- 「第四部分」— 安娜與古羅夫開始在莫斯科幽會，但沒任何人知情。古羅夫開始回想自己的雙面生活，檯面上、公開的自己是社會大眾所認可的自己；然而檯面下、秘密的自己才是真正自我欲追求的生活。而此時安娜向他哭訴無法再忍受兩人分隔兩地、偷偷摸摸的戀情。他們真心相愛，卻像雄鳥與雌鳥被強行關在不同籠子裡一樣。最後他們決定忠於自我，要共同想出辦法來面對，但他們知道一切只是開始而已，前方困難重重，而結局正遙遙無期…

## 評析
契訶夫的故事多描述生活週遭中市井小民的故事，而此篇也不例外。深刻刻畫男女主角的內心糾葛。而內容提及公開與秘密的雙面生活也令我們感同身受。故事結局戛然而止，作者站在客觀敘述的角度，讓讀者自行想像和決定最後的導向，留下無限的伏筆與想像。